# Se, din konung kommer till dig
Se, din konung kommer till dig är en psaltarpsalm med text från Sakarias 9:9 (omkväde) och Psaltaren 24 (verser). Musiken är komponerad 1978 av Karl-Olof Robertson.

## Publicerad i
- Psalmer och Sånger 1987 som nummer 757 under rubriken "Psaltarpsalmer och andra sånger ur bibeln".[1]